# The Five-Year Engagement
The Five-Year Engagement è un film del 2012 scritto, diretto e prodotto da Nicholas Stoller, che ha come protagonisti Jason Segel e Emily Blunt.

## Trama
Il film racconta di una coppia di fidanzati il cui rapporto diventa teso quando il loro fidanzamento è costantemente prolungato: diversi eventi infatti fanno sì che i due siano costretti a rimandare di continuo le proprie nozze.
Persino la sorella di Violet, Suzie, rimane incinta del migliore amico di Tom, Alex. La seconda coppia in breve si sposa e genera una bambina e poi un bambino, mentre Violet e Tom continuano a rimandare.

## Distribuzione
Il film è stato distribuito nelle sale cinematografiche statunitensi il 27 aprile 2012. In Italia il film è stato distribuito nelle sale il 28 settembre 2012, successivamente è stato commercializzato in DVD e Blu-ray Disc con il titolo italiano 5 anni di fidanzamento.